# Shadow Man: 2econd Coming
Shadow Man: 2econd Coming ist ein Action-Adventure von Acclaim Entertainment aus dem Jahr 2001 und der offizielle Nachfolger zu Shadow Man. Es handelt sich um die Umsetzung der Shadowman-Comicreihe von Valiant Comics und wurde exklusiv für die PlayStation 2 am 1. März 2002 veröffentlicht.

## Handlung
Es beginnt mit der Geschichte um den Geisterjäger Thomas Deacon, der das Buch der Schatten vor dunklen Dämonen beschützen muss. Mike LeRoi, der Shadow Man, wird nun von Nettie beauftragt, ins Reich der Toten vorzudringen und dem Treiben ein Ende zu bereiten. Nach dem Kampf mit Legion muss Shadow Man Lukes Teddy wiederfinden, um ins „Reich der Lebenden“ zurückkehren zu können. Nachdem er ihn wieder in den Händen hält, macht er sich als Mike auf den Weg zum „Wild at Heart“, wo auf einmal Gangster auf ihn lauern und ihn töten wollen. Er besiegt alle Gegner und macht sich danach auf den Weg zur Kirche, wo schon Nettie auf ihn wartet, um ihm mitzuteilen, dass Jaunty in Schwierigkeiten steckt und Mike ihn finden muss. Nun macht er sich auf den Weg, um seinen alten Freund Jaunty aus seiner misslichen Lage zu befreien.

## Spielprinzip
Das grundlegende Gameplay von Shadow Man: 2econd Coming basiert im Allgemeinen auf dem Vorgänger. Jedoch wurde der Schwierigkeitsgrad gesenkt sowie das Leveldesign vereinfacht bzw. linearer und übersichtlicher gestaltet, sodass auch Einsteiger von dem Titel profitieren. Des Weiteren wurden mehr Waffen in das Spiel integriert und Shadow Man kann weiterhin zwei Waffen gleichzeitig benutzen, was aber zu einer umständlicheren Bedienung und unübersichtlicherem Waffenwechsel führen kann. Zusätzlich zum Erforschen der Spielwelt wurden wie im ersten Spiel Rätsel und Geschicklichkeitsübungen integriert. Neu ist auch, dass Protagonist Mike LeRoi nun eine Taschenuhr im Verlauf der Handlung findet, mit der er den Tag-/Nachtzyklus beeinflussen kann. So kann er sich tagsüber in seiner normalen Gestalt als Mensch bewegen und wird in der Nacht zu Shadow Man mit besonderen Fähigkeiten wie unendliches Tauchen ohne zu ertrinken und Unsterblichkeit.

## Entwicklung
In Deutschland wurde Shadow Man: 2econd Coming in zwei Versionen veröffentlicht. Dabei war die deutsche Fassung in einer gekürzten USK-16-Version erhältlich, während die ungekürzte USK-18-Fassung ohne deutsche Sprachausgabe verfügbar war. Wie beim Vorgänger wurde die Blutdarstellung verändert, indem Acclaim die Farbe von Rot in Grün abänderte, um einer Indizierung durch die BPjS aus dem Weg zu gehen.

## Rezeption
Im Schnitt erhielt Shadow Man: 2econd Coming gemischte Kritiken (Metacritic: 68 %).

„ShadowMan 2econd Coming bietet viel Spiel fürs Geld, gute Grafik mit herausragenden Lichteffekten und eine düstere Atmosphäre, die ihresgleichen sucht. Nur: das alles erschließt sich viel zu spät. […] Da ShadowMan 2 jedoch neben viel Licht auch viel Schatten bietet, werden sich wohl nur echte Fans des ersten Teiles hinter Mike LeRoi und seinem Alter Ego versammeln können. Mit ein wenig mehr Feintuning wäre aber wesentlich mehr möglich gewesen und Raziel weitaus mehr ins Wanken geraten.“

Eine Kontroverse erzeugte Publisher Acclaim mit seiner Ankündigung, die Familien jüngst Verstorbener für das Anbringen eines Werbebanners auf deren Grabsteine bezahlen zu wollen. Acclaim bezeichnete das Angebot als besonders interessant vor allem für „ärmere Familien“, was als geschmacklos empfunden wurde.